# Denis Santachiara
Denis Santachiara (Campagnola Emilia, 4 maggio 1950) è un designer italiano.

## Biografia
Inizia la sua attività di designer nel 1980, fondamentalmente ispirata alle nuove tecnologie e alle nuove potenzialità comunicative di cui il settore, in quegl'anni, iniziava a distinguersi sempre più. Sei anni dopo vince il Compasso d'oro ADI. Oltre a quello ricevuto nel 1986 per il libro La materia dell'invenzione costruito con Alberto Meda ed Ezio Manzini, ne riceve un altro nel 2004 con il porta bottiglia Vivawine per Morellato. Nel 1999 è premiato con il Good Design Award dal Chicago Athenaeum Museum of Architecture and Design e nell'aprile 2000 in due sezioni con il Design World.
Nel 2010 vince la Piramide dell'Eccellenza, premio dell'Accademia Italiana di Arte Moda Design. Santachiara è Internazionalmente considerato ispiratore e autore negli anni Ottanta del neo design tecno-poetico. Nel 2016  è Il vincitore dell'Icon Award Marmomac, e nel 2017 di Digital Design Award for CYRCUS.IT, la piattaforma che produce design con la digital fabrication. A Giugno 2022 riceve Laurea ad Horis Causa dall'Accademia di Belle Arti di Brera Milano.

## Opere
(Denis Santachiara, “Denis Santachiara” di Virginio Briatore, Collana Prontuario, Abitare (Editrice Abitare Segesta), (2002))
Designer trasversale che spazia tra le arti e le nuove tecnologie, realizza oggetti di alta tecnologia e densità artificiale, come “Maestrale” e Notturno Italiano per Domodinamica, la poltrona Mama e, insieme a Enrico Baleri il pouf Tato per la Cerruti Baleri, la lampada “Nuvola” per Studio Italia Design. Il suo lavoro si connota, infatti, anche per l'attenzione alle performance degli oggetti. La sua attività coinvolge non solo il lavoro con l'industria, ma anche consulenze, installazioni e allestimenti di mostre, scritti e conferenze sulle arti e arti industriali.

## Carriera
(Denis Santachiara, Intervista su Domus a cura di Alessandro Mendini, Dicembre 1984)
Ha seguito un percorso anomalo e indipendente, iniziando giovanissimo come designer nel distretto delle dream car più famoso del mondo: Modena. Si è poi dedicato alle arti visive con opere tra arte e design esposte in varie manifestazioni per approdare poi, nel 1980, alla Biennale di Venezia. Il riconoscimento internazionale arriva con “La Neomerce. Il design dell'invenzione e dell'estasi artificiale” (Triennale di Milano nel 1984 e Centre Pompidou); una mostra manifesto e riferimento internazionale per un nuovo design performativo, tecno-poetico, spettacolare e ironico. Si introduce così nel design un nuovo e inedito rapporto con la tecnologia fatto di piccole invenzioni e di piccole magie attraverso forme immateriali come l'animazione, la sorpresa, la sensorialità.
Nel 2011 è curatore della mostra “Principia. Stanze e sostanze delle arti prossime”, evento centrale per COSMIT, in occasione del 50° del Salone Internazionale del Mobile a Milano,,
Moltissimi suoi oggetti sono presenti nelle collezioni permanenti dei più importanti musei internazionali.
Oltre che artista Denis Santachiara è docente di design presso la NABA di Milano.
Nel 2014 Fonda www.cyrcus.it, una piattaforma di produzione e vendita di design prodotti attraverso la manifattura digitale, quindi con stampanti 3D, CNC, taglio laser, ecc.